# Rabe von Pappenheim

Stammwappen der Rabe von Pappenheim

Rabe von Pappenheim ist der Name eines westfälisch-engerschen Uradelsgeschlechts. Namensgebender Sitz war die heute wüst liegende Burg Papenheim bei Warburg in Ostwestfalen. Zweige der Familie bestehen bis heute.

## Geschichte

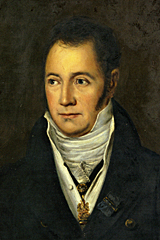
Wilhelm Maximilian Rabe von Pappenheim
(* 1764; † 1815)

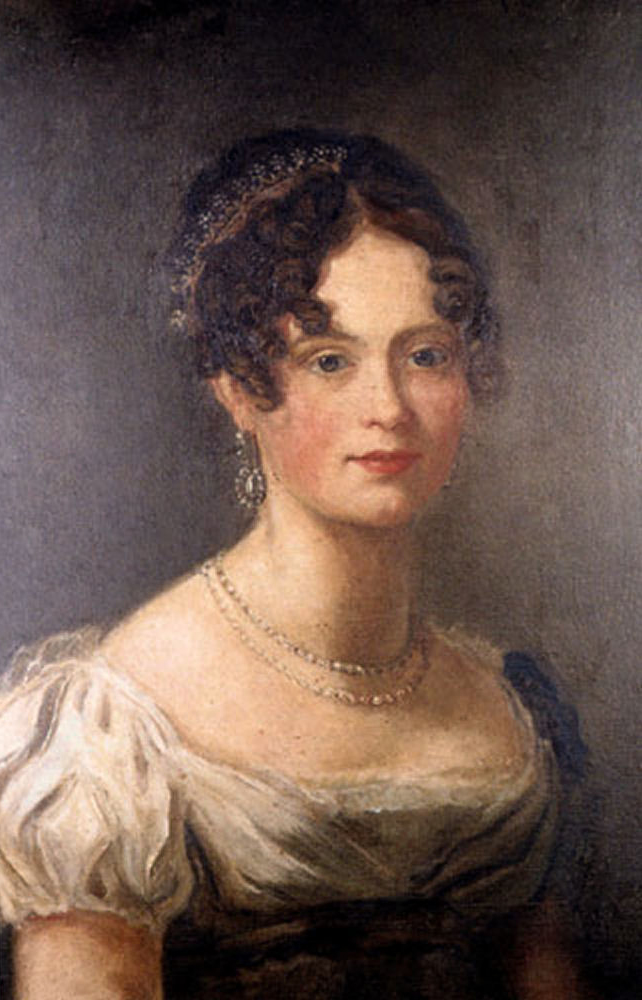
Diana Rabe von Pappenheim
(* 1788; † 1844)

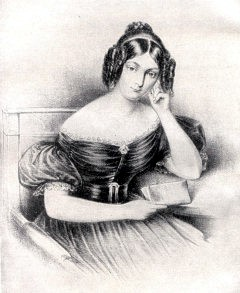
Jenny von Gustedt
(* 1811; † 1890)

Gottfried Rabe von Pappenheim
(* 1874; † 1955)

### Herkunft
Das Geschlecht ist stammesgleich mit den Freiherren von Canstein (ursprünglich: Rabe von Canstein) sowie den erloschenen Rabe von Calenberg und Rabe von Kugelsburg, die alle dasselbe Wappen führen. Das Geschlecht ist nicht stammesverwandt mit den fränkischen Grafen zu Pappenheim.
Stammvater des Geschlechts ist der miles (lateinisch Ritter) Rawe de Papenheim, Truchsess des Klosters Corvey, der 1106 erstmals urkundlich erwähnt wird. Seither waren die Raven/Raben Erb-Truchsesse der reichsunmittelbaren Benediktinerabtei.

### Stammlinie
Die Burg Papenheim nahe Menne bewachte eine der Vorsiedlungen der Stadt Warburg und ihrer Burg Wartberch, die zum Hochstift Paderborn gehörte, seit 1020 Graf Dodiko seine Grafschaft dem Bischof vererbt hatte. Die Raben waren damit nicht nur Bestandteil der Corveyer Ministerialität, sondern auch der bischöflichen Burgmannschaft auf dem Wartberch, dort unter anderem neben Mitgliedern der Familien Marschall und von Welda. Auch auf der Kugelsburg bei Volkmarsen besaßen die Pappenheimer bereits im 13. Jahrhundert Burglehen, die sie bis ins 16. Jahrhundert behalten sollten. Das Wappensymbol derer von Pappenheim – ein gekrönter schreitender Rabe – nimmt den familienspezifischen Vornamen auf, der die Familie nachweislich seit dem 13. Jahrhundert in jeder Generation begleitet.
Die von den Herren von Berkule errichtete Burg Calenberg (Warburg) gab Bischof Otto von Rietberg 1307 als Lehen ebenfalls an einen Zweig der Raben, mit deren Hilfe er sie besetzt hatte. Dieser Zweig nannte sich fortan Rabe von Calenberg. 1326 wurde die Belehnung der Papenheimer mit „Burg und Stadt“ Calenberg erneuert.
1339 setzte der Kölner Erzbischof Walram die Brüder Rabe (aus einer um 1250 abgespaltenen Nebenlinie) erneut als Burgmannen auf der ihm vom Kloster Corvey pfandweise verliehenen Kugelsburg ein; bis 1530 blieben ihre Nachfahren als Raben von Kugelsburg dort.
1342 belehnte Walram die Raben auf Kugelsburg auch mit Burg und Herrschaft Canstein; der dadurch entstehende Zweig nannte sich nach dem Wiederaufbau der Burg Canstein nach diesem Besitz Rabe von Canstein. Im Gegensatz zu den anderen Zweigen der Familie ließ jener den Namensteil „Rabe“ zum Ende des 15. Jahrhunderts fallen, er fand jedoch weiterhin als Vorname (Raban) Verwendung.
Die Rabe von Coglenberg und die Rabe von Calenberg sind erloschen. Das Aussterben der Rabe von Calenberg im Jahre 1464 war der Anlass zum Ausbruch der siebenjährigen Hessen-Paderbornischen Fehde (1464–1471) zwischen dem Hochstift Paderborn und dem Landgrafen Ludwig II. von Niederhessen.
Die Familie besaß neben dem Erb-Truchsessenamt in Corvey zahlreiche Güter um Warburg sowie gemeinsam mit denen von Canstein die Burggrafschaft (siehe Wartberch) über die Stadt selber. Diese behielt die Familie, bis Warburg 1802 von preußischen Truppen besetzt wurde.

Burg Wartberch (1582)
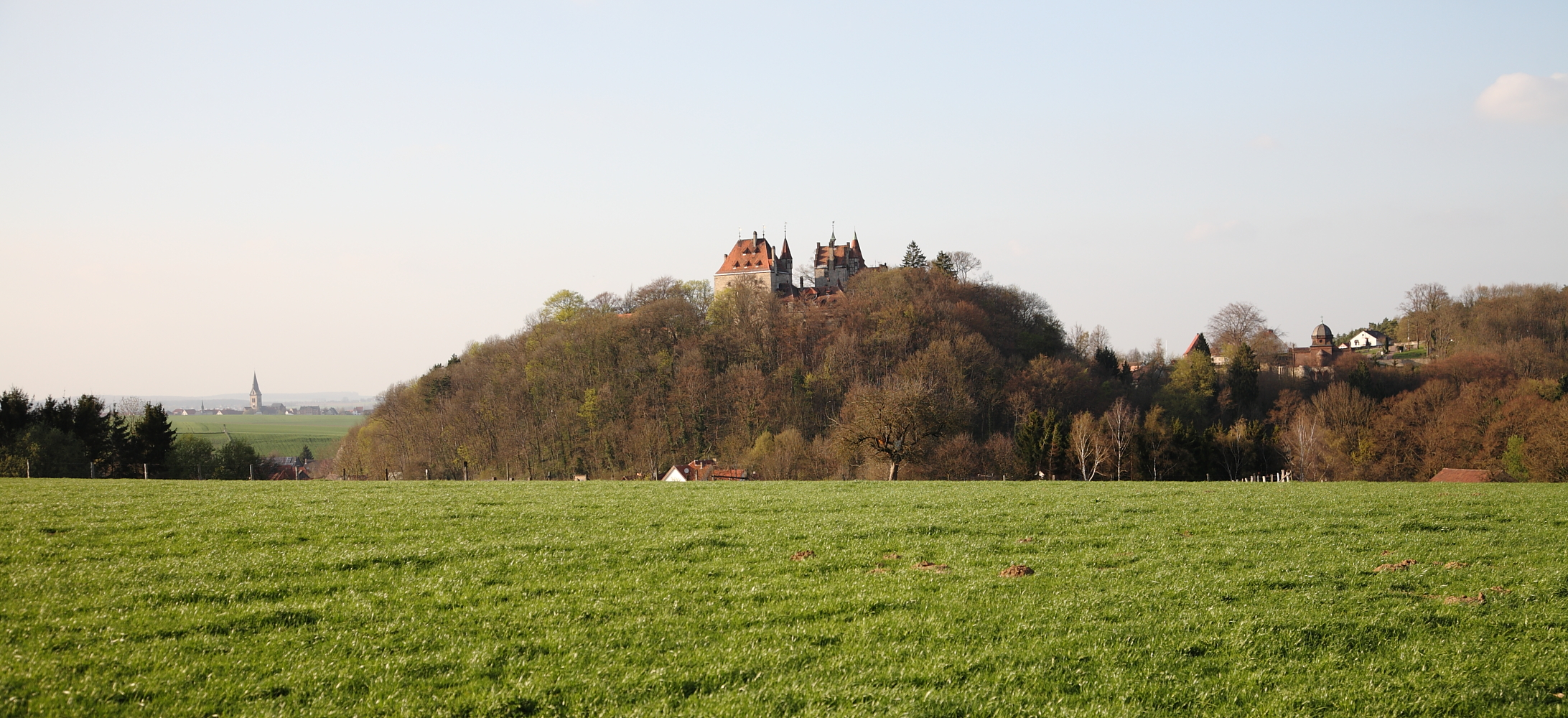
Burg Calenberg
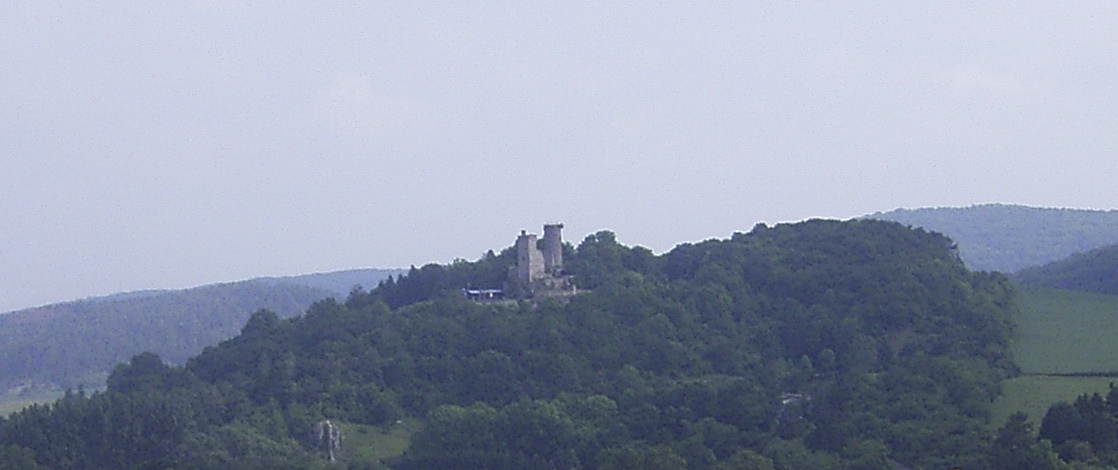
Kugelsburg
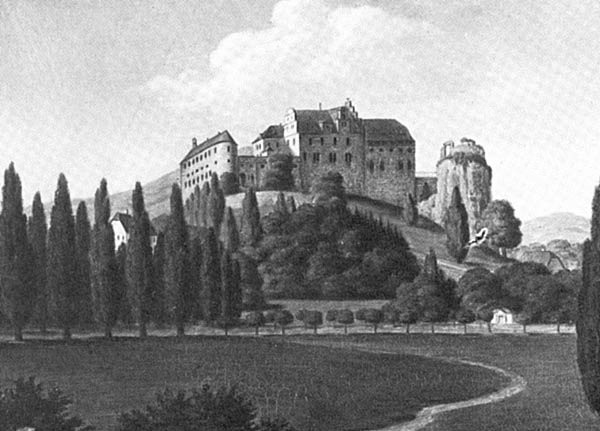
Burg Canstein

### Hessische Linie
Anfang des 14. Jahrhunderts kam Liebenau in der Landgrafschaft Hessen anteilig an die Familie. 1429 folgte das Lehen im nahegelegenen Stammen an Friedrich den Älteren (1406–1495) aus dem Hause Liebenau. Die Burg Liebenau ging noch im Spätmittelalter an die Herren von Löwenstein-Westerburg über. Das Gut und Schloss Stammen blieben bis 1946 im Besitz der Familie. Die Linie aus Liebenau und Stammen gehört der noch heute bestehenden Althessischen Ritterschaft an.

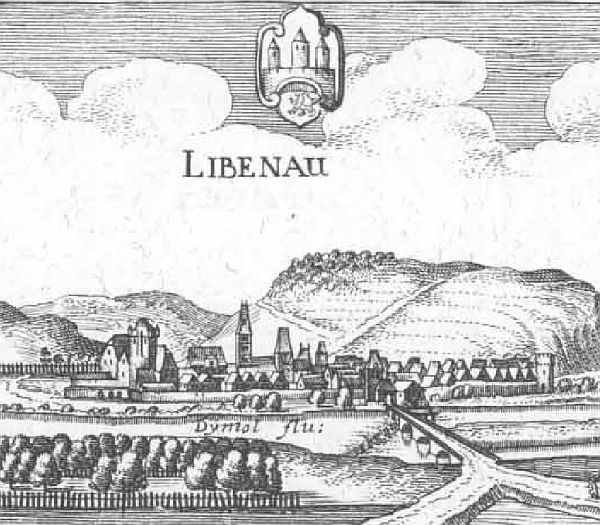
Liebenau, Matthäus Merian 1655
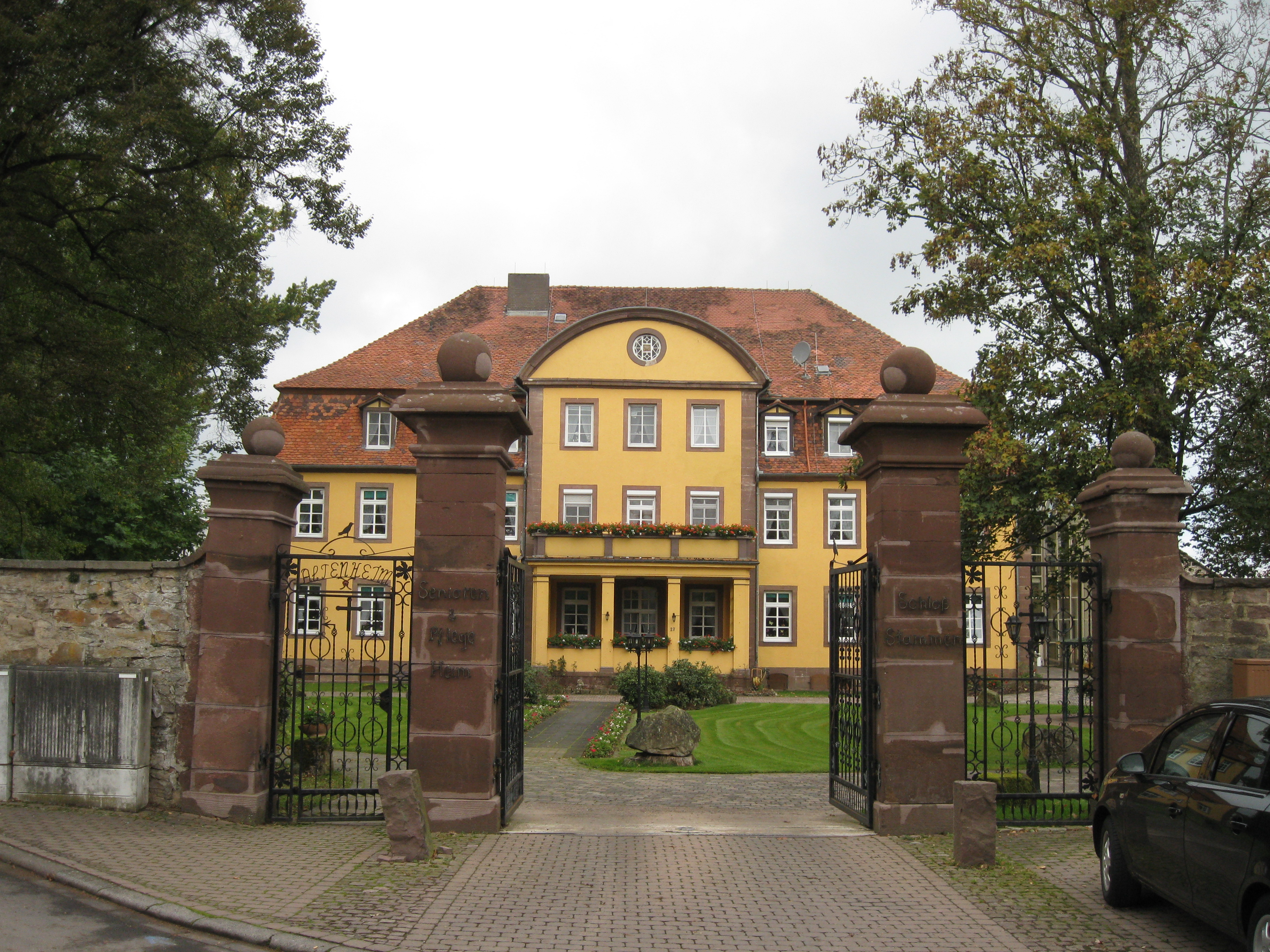
Schloss Stammen

Christoph Friedrich Rabe von Pappenheim (1713–1770), landgräflich-hessischer Generalmajor und Oberamtmann in der Herrschaft Schmalkalden, und dessen Ehefrau Florentine Sophie Anna du Bos du Thil (1726–1796) ließen ab 1766 das spätbarocke Schloss Stammen erbauen. Deren jüngerer Sohn Wilhelm Rabe von Pappenheim auf Stammen, königlich-westphälischer Kammerherr und Oberzeremonienmeister, wurde durch Diplom am 30. November 1811 zu Kassel in den westphälischen Grafenstand erhoben, nachdem seine Frau Diana, geborene Freiin Waldner von Freundstein aus elsässischer Flüchtlingsfamilie, mit der er zwei Söhne hatte, ihrem Liebhaber, dem König von Westphalen, Jérôme Bonaparte, eine Tochter geboren hatte. 1813 folgte eine zweite Tochter. Im 1813 rekonstituierten Kurfürstentum Hessen wurde diese Standeserhebung allerdings nicht anerkannt. Die ältere Tochter wurde eine bedeutende Vertreterin des Geschlechts: die Schriftstellerin Jenny von Gustedt geb. von Pappenheim (1811–1890).

### Dänischer Zweig

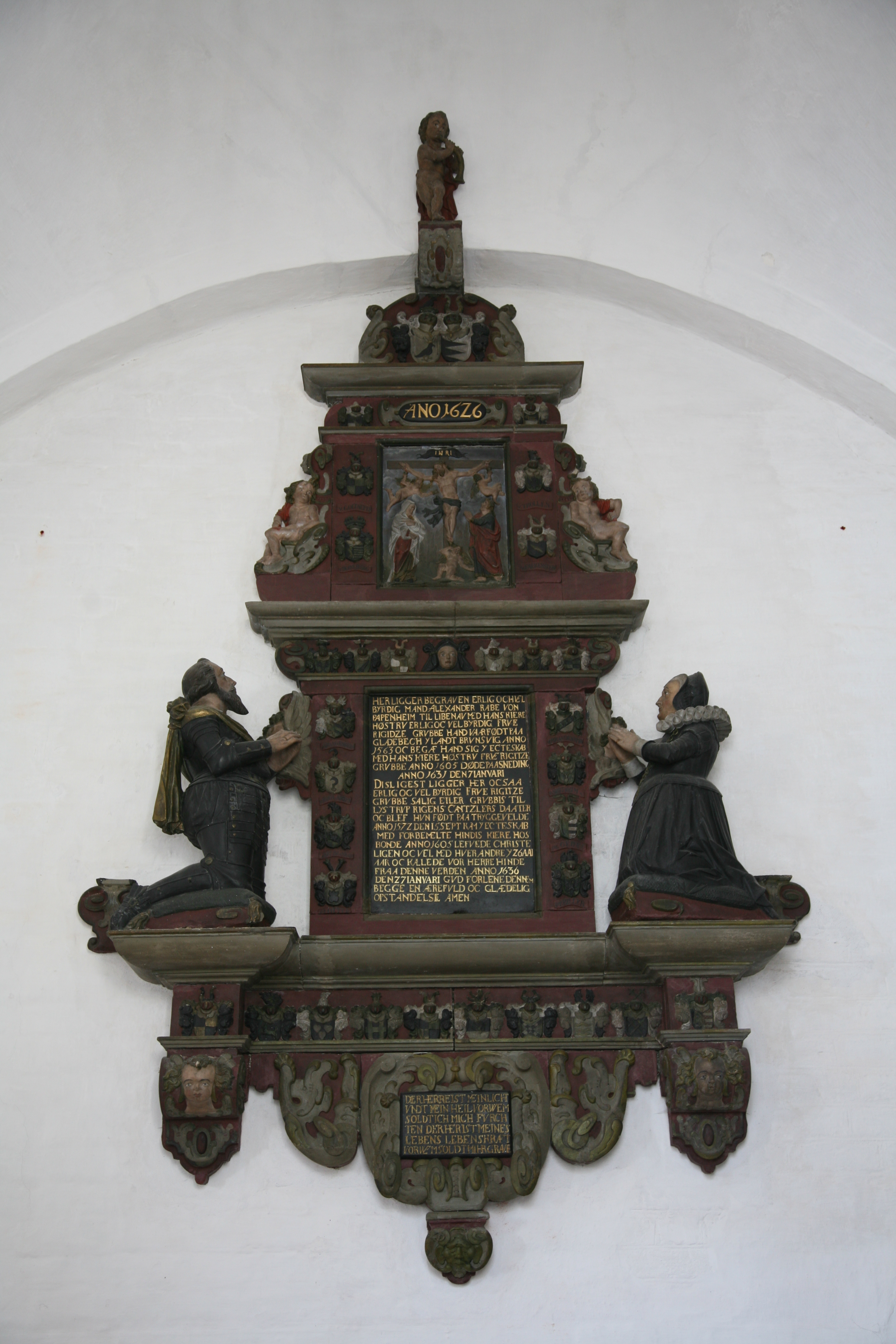
Epitaph für Alexander Rabe von Pappenheim in der Kirche von Ørslev (Slagelse Kommune)

Mit Burchard von Pappenheim († 1590), einem Sohn des braunschweigischen Drosten Georg Rabe von Pappenheim, kam das Geschlecht nach Dänemark. Als Dank für treue Dienste erhielt er von König Friedrich II. das Gut Saebygaard. Sein Grab und Epitaph befinden sich in der Kirche von Halsted auf Lolland. Sein einziges hinterlassenes Kind, die Tochter Margrethe (1561–1619), heiratete Eiler (Hilarius) Rud (1555–1618). Auch Burchards jüngster Bruder Alexander (1563–1631) kam 1578 als Jugendlicher nach Dänemark. Er trat ebenfalls in den Dienst von König Christian und war in verschiedenen Stellungen am Hof tätig. 1605 war er Teil der dänischen Gesandtschaft zur Krönung von Jakob I. Er heiratete Regitze Grubbe, eine Tochter des dänischen Kanzlers Eilert Grubbe, erwarb verschiedene Güter, darunter Snedinge im Ørslev Sogn (Slagelse Kommune) und ist in der Kirche von Ørslev (Slagelse Kommune) begraben. Seine Ehe blieb kinderlos. Margrethe und Eiler Rud nahmen 1609 das Kind Jobst Frederik von Pappenheim († 1649) aus der Liebenauer Linie in ihr Haus auf. Auch er trat in den dänischen Hofdienst und wurde 1644 zum Generallandkommissær ernannt. Aus seiner Ehe mit Regitze Urne stammen die weiteren Angehörigen des dänischen Zweiges. Er erwarb eine Familien-Grabkapelle in der Kirche von Nyborg. Mit Alexander von Pappenheim (1687–1718), der Offizier wurde und nach dem Verlust aller dänischen Besitzungen in Liebenau starb, erlosch dieser Zweig im Mannesstamm.

## Wappen
Blasonierung des Stammwappens: In Silber ein nach rechts schreitender, gekrönter, schwarzer Rabe. Auf dem (gekrönten) Helm ist der Rabe vor einer mit fünf abwechselnd schwarzen und silbernen Straußenfedern besteckten Säule. Die Helmdecken sind schwarz-silbern.

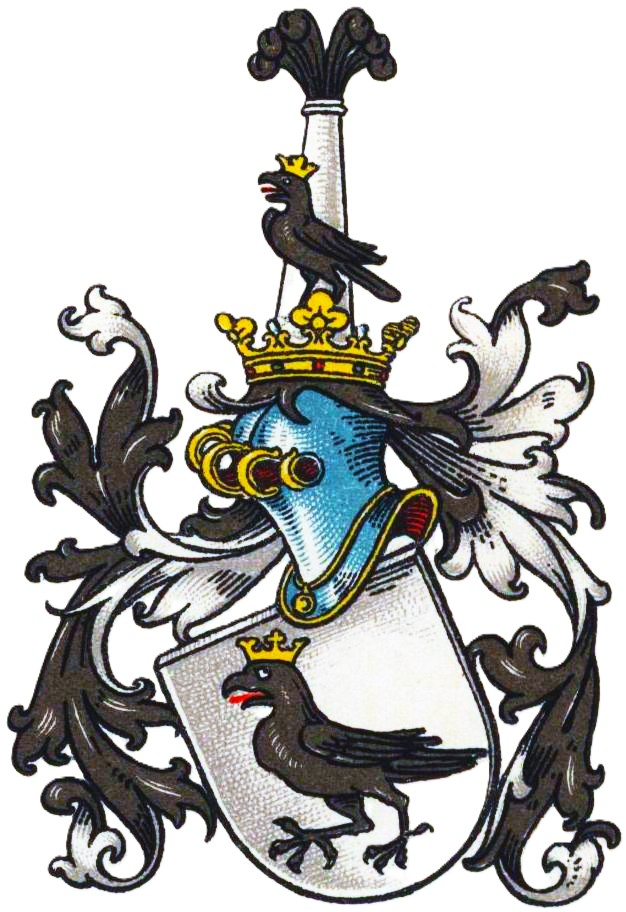
Wappen der Rabe von Pappenheim im Wappenbuch des Westfälischen Adels
Wappen der Rabe von Pappenheim in Siebmachers Wappenbuch (spiegelverkehrt)

## Namensträger
- Christoph Friedrich Rabe von Pappenheim (1713–1770), landgräflich-hessischer Generalmajor und Oberamtmann in der Herrschaft Schmalkalden, Erbauer von Schloss Stammen
- August Wilhelm Rabe von Pappenheim (1759–1826), Generalleutnant und Gesandter Hessen-Darmstadts am Hof in Paris
- Wilhelm Maximilian Rabe von Pappenheim (1764–1815), königlich-westphälischer Oberzeremonienmeister, 1811 von König Jérôme Bonaparte, dem Liebhaber seiner Frau Diana, in den Grafenstand erhoben
- Emil Rabe von Pappenheim (1798–1849), Hessen-darmstädtischer Kammerherr und bevollmächtigter Minister am Hof in Paris
- Alfred Otto Rabe von Pappenheim (1808–1851), kurhessischer Offizier und Gutsbesitzer, Mitglied der kurhessischen Ständeversammlung
- Jenny von Gustedt geb. Rabe von Pappenheim (1811–1890), Schriftstellerin, uneheliche Tochter von Jérôme Bonaparte, Nichte Napoleons
- Gottfried Rabe von Pappenheim (1842–1905), deutscher Generalmajor
- Karl Rabe von Pappenheim (1847–1918), deutscher Rittergutsbesitzer und Parlamentarier
- Gottfried Rabe von Pappenheim (1874–1955), Landrat des Kreises Kassel und Landeshauptmann von Hessen
- Werner Rabe von Pappenheim (1877–1915), deutscher Offizier und Diplomat
- Hermann Rabe von Pappenheim (1883–1968), Landrat des Landkreises Schweinitz, Polizeipräsident a. D.
- Friedrich-Carl Rabe von Pappenheim (1894–1977), deutscher Generalleutnant und Diplomat